# Agnes Pelton
Agnes Lawrence Pelton (* 22. August 1881 in Stuttgart, Deutschland; † 13. März 1961 in Cathedral City, Kalifornien) war eine US-amerikanische Malerin des Modernismus, bekannt für ihre symbolistischen und abstrakten Werke, die oft spirituelle und meditative Themen erforschten.

## Leben
Agnes Pelton wurde als Tochter amerikanischer Eltern in Stuttgart geboren. Ihre frühen Jahre verbrachte sie in Europa, bevor sie 1888 mit ihrer Mutter nach Brooklyn, New York, zog. Sie studierte am Pratt Institute in Brooklyn und schloss ihr Studium 1900 ab. Später setzte sie ihre Ausbildung in Europa fort, unter anderem an der British Academy in Rom.
Agnes Pelton nahm 1913 an der Armory Show teil, einer bedeutenden Ausstellung moderner Kunst in den USA. In den 1930er Jahren zog sie nach Kalifornien, wo sie in der Wüste lebte und arbeitete. Sie war Gründungsmitglied der Transcendental Painting Group, die sich der Förderung abstrakter und spiritueller Kunst widmete.
Die meiste Zeit ihrer Karriere lebte Pelton fernab von den Ablenkungen eines großen Kunstzentrums, zuerst von 1921 bis 1932 in Water Mill, Long Island, dann in Cathedral City, einer kleinen Gemeinde in der Nähe von Palm Springs, Kalifornien. Ihre Isolation von der großen Kunstwelt hatte zur Folge, dass ihre Bilder zu ihren Lebzeiten und in den Jahrzehnten danach relativ unbekannt blieben. 

## Werk
Die Kunst war für sie eine Disziplin, mit der sie ihrer Vision eines höheren Bewusstseins im Universum Gestalt verlieh. Mit einem abstrakten Vokabular aus geschwungenen, biomorphen Formen und zarten, schimmernden Lichtschleiern stellte sie ihr Bewusstsein einer Welt dar, die hinter den physischen Erscheinungen liegt - einer Welt wohlwollender, körperloser Energien, die das Leben beleben und schützen. Agnes Peltons Werk zeichnet sich durch eine Entwicklung von figurativen Darstellungen hin zu abstrakten und symbolistischen Kompositionen aus. Sie nutzte ihre Kunst, um meditative und transzendentale Erfahrungen auszudrücken, oft inspiriert von der Wüstenlandschaft Kaliforniens.